# Зграда железничке станице у Крагујевцу
Зграда железничке станице у Крагујевцу представља непокретно културно добро као споменик културе, одлуком Владе Републике Србије бр. 633-3153/97-9, од 8. августа 1997. године, Сл. Гласник РС 39, од 05.09.1997. године.
Зграда железничке станице подигнута је 1886. године, у време градње железничке пруге Крагујевац—Лапово. Грађена је по пројекту типски саграђених зграда на европској железници, по свим европским стандардима и принципима, од тврдог материјала. Академски је конципирана и декорисана украсима од опеке и равним малтерисаним површинама, са лучно засведеним прозорима и вратима, такође израђеним од опеке.
Када је саграђена, имала је приземље и спрат, који је у земљотресу током 20. века порушен. Значајна је као изузетан пример солидно очуваних грађевина са краја 19. века, не само у Крагујевцу, већ и у читавој Србији.